# Kurt Winter
Kurt Winter (2 de abril de 1946 — 14 de dezembro de 1997) foi um guitarrista canadense, mais conhecido por sua afiliação com a banda The Guess Who de 1970 a 1974.
Morreu em 1997 em consequência de insuficiência renal.

## Discografia
Com The Guess Who:
- 1970 Share the Land
- 1971 The Best of The Guess Who
- 1971 So Long, Bannatyne
- 1972 Rockin'
- 1972 Live at the Paramount
- 1973 Artificial Paradise
- 1973 #10
- 1973 The Best of The Guess Who Volume II
- 1974 Road Food
- 1978 Guess Who's Back
- 1988 Track Record: The Guess Who Collection
- 1997 The Guess Who: The Ultimate Collection
- 1999 The Guess Who: Greatest Hits
- 2003 Platinum & Gold Collection: The Guess Who
- 2006 Bachman Cummings Song Book